# Jaroslav Ježek (projektant)

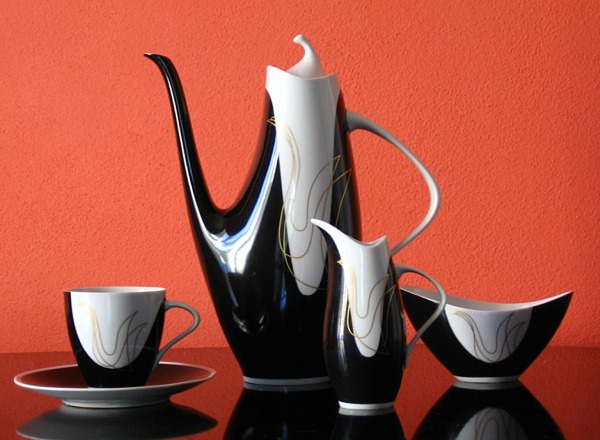
Serwis Elka

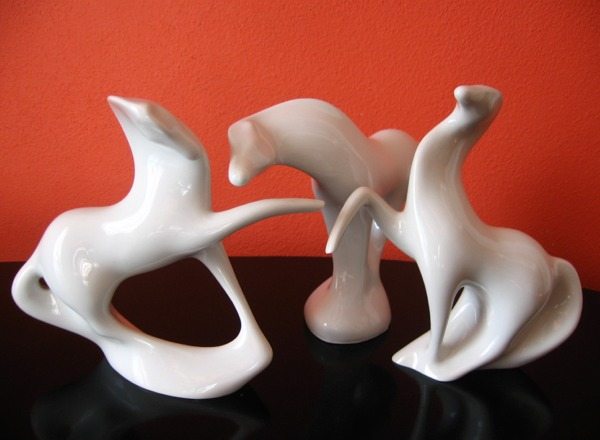
Figurki porcelanowe Klacz i ogiery

Jaroslav Ježek (ur. 26 stycznia 1923 w Podlesí u Příbrami, zm. 23 lipca 2002 w Karlowych Warach) – czeski projektant, twórca tzw. stylu brukselskiego, oryginalnego kierunku we wzornictwie przemysłowym w latach 50. i 60. XX w. w Czechosłowacji. Projektant 52 serwisów porcelanowych i ponad stu porcelanowych figurek.

## Życiorys
Jaroslav Ježek, bratanek kompozytora Jaroslava Ježka, urodził się w 1923 roku w wiosce Podlesi, niedaleko miasta Příbram. W latach 1945–1949 studiował sztukę na Uniwersytecie Karola w Pradze. Po studiach opuścił uniwersytet przenosząc się do wydziału projektowania w fabryce porcelany Thun w Kláštercu nad Ohří, gdzie pracował do 1954 roku. W następnym roku został zatrudniony w państwowym ośrodku projektowania porcelany w Lesovie niedaleko Karlowych Warów.
W 1957 r. został zaproszony do stworzenia produktów na Wystawę Światową w Brukseli w 1958 roku (EXPO'58). Jego porcelanowy serwis Elka został tam nagrodzony Grand Prix dla ceramiki. Zaprojektował także zestaw Asmanit dla restauracji wystawy EXPO'58. Stał się jednym z przedstawicieli tzw. stylu brukselskiego, charakteryzującego się obłymi kształtami, elementami diagonalnymi oraz malaturą w pastelowych odcieniach żółci, purpury, niebieskiego i szarości.
Miał cztery indywidualne wystawy poświęcone swojej twórczości w Karlowych Warach w latach 1968, 1979, 1983 i 1998. Ježek pracował w ośrodku w Lesovie do momentu odejścia na emeryturę. Zmarł 23 lipca 2002 r. w Karlowych Warach.